# Husselske
Husselske (ukrainisch Гусельське; russisch Гусельское/Gusselskoje) ist eine Siedlung städtischen Typs im Osten der Ukraine in der Oblast Donezk mit etwa 400 Einwohnern.

## Geographie
Die Siedlung städtischen Typs liegt im Donezbecken, etwa 17 Kilometer östlich vom Oblastzentrum Donezk und 13 Kilometer südöstlich vom Stadtzentrum von Makijiwka, zu dessen Stadtkreis sie zählt, entfernt.
Der Ort gehört zur Siedlungsratsgemeinde von Proletarske (3 Kilometer nordwestlich gelegen), die verwaltungstechnisch dem Stadtrajon Hirnyz innerhalb von Makijiwka zugeordnet ist.

## Geschichte
Der Ort entstand Ende des 19. Jahrhunderts im Zuge des Kohlebergbaus in der Region, trug zunächst den Namen Husselske-Iwanowskyj (Гусельське-Івановський) und wurde auf Husselske verkürzt. 1957 bekam Husselske den Status einer Siedlung städtischen Typs, seit Sommer 2014 ist der Ort im Verlauf des Ukrainekrieges durch Separatisten der Volksrepublik Donezk besetzt.